# Thomas Moonlight
Pour les articles homonymes, voir Moonlight.
Thomas Moonlight (10 novembre 1833 – 7 février 1899) est un soldat et homme politique américain. Républicain puis démocrate, il est nommé gouverneur du territoire du Wyoming par le président Grover Cleveland en 1887 jusqu'en 1889.

## Biographie
Né le 10 novembre 1833 en Écosse, Thomas Moonlight émigre aux États-Unis à l'âge de 13 ans. À 20 ans, il s'engage dans le 4e régiment d'artillerie. Au cours de la guerre de Sécession, il est promu en 1862 au grade de lieutenant-colonel dans le 11e régiment d'infanterie du Kansas (en) avant de devenir colonel en 1864.
Il est élu au Sénat du Kansas en 1872 puis est nommé gouverneur du territoire du Wyoming en 1887 par le président Grover Cleveland, poste qu'il occupe jusqu'en 1889.
Il meurt le 7 février 1899 à Leavenworth au Kansas.